# Zidane, un portrait du XXIe siècle
Pour plus de détails, voir Fiche technique et Distribution.
Zidane, un portrait du XXIe siècle est un documentaire français réalisé par Douglas Gordon et Philippe Parreno et sorti en 2006.

## Synopsis
Dix-sept caméras haute définition suivent Zinédine Zidane pendant 90 minutes au cours du match Real Madrid - Villarreal CF le 23 avril 2005, durée écourtée du fait de son expulsion à la fin de ce match.

## Fiche technique
- Titre : Zidane, un portrait du XXIe siècle
- Réalisation : Douglas Gordon et Philippe Parreno
- Production : Anna Lena Vaney, Sigurjon Sighvatsson et Victorien Vaney.
- Musique : Mogwai
- Photographie : Darius Khondji
- Montage : Hervé Schneid
- Son : Scott Guitteau, Selim Azzazi, Tom Johnson
- Pays de production :  France
- Genre : documentaire
- Durée : 90 minutes
- Date de sortie : 24 mai 2006

## Bande originale
La bande originale du film, Zidane: A 21st Century Portrait est entièrement composée et interprétée par le groupe post-rock écossais Mogwai, qui a acquiescé à la demande d'un des réalisateurs, Douglas Gordon, après avoir visionné des séquences du film accompagnées d'un remix de leur pièce Mogwai Fear Satan[réf. souhaitée].